# Batschenga
Batschenga, o Batchenga, è un comune del Camerun, che fa parte del dipartimento di Lekié nella regione del Centro.